# Caricature di Maometto sullo Jyllands-Posten
Le caricature di Maometto pubblicate il 30 settembre 2005 sul quotidiano danese Jyllands-Posten (e poi sul giornale norvegese ad ispirazione cristiana protestante Magazinet), che hanno scatenato una serie di violente proteste nel mondo islamico, sono dodici illustrazioni satiriche sul profeta dell'Islam. In una di esse, Maometto è raffigurato con una bomba al posto del turbante.
Qualche settimana prima il giornale danese Politiken aveva pubblicato un articolo sulla libertà di espressione: gli autori delle vignette intendevano in tale maniera evidenziare come nessun artista volesse illustrare - senza rimanere anonimo - un libro per bambini sulla vita di Maometto, scritto dall'autore danese Kåre Bluitgen. Nel gennaio 2007 una testata saudita annunciò la notizia dell'assassinio di uno dei vignettisti, che sarebbe stato arso vivo; il governo danese non diede alcuna conferma: ad oggi è possibile ritenere che si trattasse di una falsità. È da considerare che, per diverse interpretazioni dell'Islam, ogni raffigurazione del profeta è proibita e considerata blasfema. I disegni sono stati resi disponibili anche su un sito danese.

## Il dossier Akkari-Laban
Due imam immigrati in Danimarca, insoddisfatti delle reazioni del governo danese nei confronti dello Jyllands-Posten, compilarono un documento di 43 pagine intitolato "Dossier a sostegno del profeta Maometto", costituito da diverse lettere di organizzazioni musulmane che illustrano la loro situazione e presunti maltrattamenti subiti da musulmani danesi, e da citazioni delle vignette dello Jyllands-Posten (peraltro affermando falsamente che si tratta di una pubblicazione governativa). Il dossier forniva le seguenti ragioni di "pena e tormento" degli autori:
1. immagini di un altro quotidiano danese, lo Weekendavisen, che giudicavano "ancor più offensivi" (delle vignette originali);
2. immagini e lettere di odio che, secondo gli autori, erano state ricevute da musulmani danesi, qualificandole come indicative del trattamento subito in Danimarca;
3. un'intervista televisiva in cui si dibatteva di islam con parlamentari olandesi, tra cui anche Ayaan Hirsi Ali che aveva ricevuto il Freedom Prize "per il suo lavoro di migliorare la libertà di parola ed i diritti delle donne" da parte del Partito Liberale Danese rappresentato da Anders Fogh Rasmussen.

Allegati al dossier vi erano estratti dallo Jyllands-Posten, dallo Weekendavisen, da riviste in lingua araba e tre altre immagini non riconducibili alla Danimarca.
Nel dossier gli imam affermavano che le tre immagini aggiuntive erano state loro trasmesse anonimamente via e-mail da musulmani che parteciparono ad un dibattito on-line sullo Jyllands-Posten, ed incluse per sottolineare il clima di islamofobia in cui erano costretti a vivere e scatenare l'odio anti-occidentale. Il 1º febbraio la BBC rese nota la notizia falsa che anche queste immagini erano state prese dallo Jyllands-Posten. Più tardi si scoprì che una di queste immagini altro non era che la fotocopia della fotografia di un partecipante a un concorso francese di strilla suine. Delle altre due immagini aggiunte, la prima (una fotografia) ritraeva un musulmano che viene montato da un cane durante la preghiera, e la seconda (un fumetto) raffigurava Maometto come un demoniaco pedofilo. Predisposto il dossier, i due imam lo fecero circolare in tutto il mondo musulmano, sottoponendo il loro caso a molti influenti capi religiosi e politici, in cerca di sostegno.
Il dossier conteneva le dichiarazioni che seguono:
- Vi imploriamo [lettori della lettera o del dossier] — su richiesta di migliaia di credenti musulmani — di darci l'opportunità di avere un contatto costruttivo con la stampa ed in particolare con chi è incaricato delle decisioni, non in via sbrigativa, ma con un metodo scientifico e un programma pianificato di lungo termine che cerchi di far approcciare a ciascuno le opinioni altrui per rimuovere i malintesi tra le due parti coinvolte. Poiché noi non desideriamo che i musulmani siano accusati di essere arretrati e limitati, allo stesso modo non desideriamo neanche che i danesi siano accusati di arroganza ideologica. Quando questo rapporto sarà tornato sul suo percorso, come risultato avremo soddisfazione, la base per relazioni sicure e stabili, e una Danimarca prospera per tutti coloro che vivono qui.
- I fedeli nella loro religione (musulmani) soffrono una serie di circostanze, prima e principale la mancanza di un riconoscimento ufficiale della fede islamica. Ciò ha portato a una serie di problematiche, soprattutto la mancanza del diritto di costruire moschee [...].
- Anche se [i danesi] fanno parte della religione cristiana, sono stati sopraffatti dalle secolarizzazioni, e affermare che siano tutti infedeli, non è un errore.
- Noi [musulmani] non abbiamo bisogno di lezioni di democrazia, anzi a dire il vero siamo noi, che attraverso le nostre azioni e i nostri discorsi insegniamo al mondo intero la democrazia.
- Questo modo dittatoriale [dell'Europa] di utilizzare la democrazia è completamente inaccettabile.

L'inclusione nel dossier delle vignette tratte dal Weekendavisen fu probabilmente un malinteso, in quanto le stesse erano probabilmente state concepite più come parodie della pomposità delle vignette dello Jyllands-Posten che come critiche sul profeta in sé stesse. Queste sono riproduzioni di opere come la Gioconda (didascalia: Per secoli, una società precedentemente sconosciuta ha saputo che questo è un ritratto del Profeta, e ha protetto questo segreto. L'artista anonimo dell'ultima pagina sta facendo tutto ciò che può per svelare questo segreto nella sua opera. Da allora è stato obbligato a darsi alla clandestinità, timoroso per la collera di un pazzo imam albino). Si tratta in questo caso di un'ovvia parodia de Il codice da Vinci.
Il 6 dicembre 2005 il dossier fu fatto circolare durante un summit dell'Organizzazione della Conferenza Islamica a cui partecipavano diversi capi di Stato. Ne seguì la richiesta ufficiale alle Nazioni Unite di imporre sanzioni internazionali contro la Danimarca. Dopo qualche settimana iniziarono anche le proteste di piazza.

## Manifestazioni nel mondo islamico contro le vignette
Mentre in Occidente la discussione verte sul dibattito tra chi sostiene la pubblicazione di tali vignette difendendo la libertà di espressione e chi invece, ritenendole blasfeme, condanna l'atto del giornale danese, in diversi stati dove la maggior parte della popolazione è musulmana si sono verificati numerose manifestazioni violente. Alcune manifestazioni sono state organizzate anche in diverse capitali europee, come ad esempio a Londra. Qui non si sono verificati episodi di violenza come in altri paesi del mondo.

### Dichiarazioni ufficiali di esponenti dei governi musulmani
Il 12 ottobre 2005, con protesta formale, 11 ambasciatori di Paesi arabi in Danimarca chiedono con urgenza un incontro con il premier Anders Fogh Rasmussen. Il primo ministro però si rifiuta di riceverli ed afferma, proprio al quotidiano Jyllands-Posten, che non è compito suo "spiegare ad un gruppo di ambasciatori come funziona il nostro Paese". Il 7 novembre 2005 il Pakistan condanna le caricature, definendo un "atto di islamofobia" la loro pubblicazione ed il Ministero degli Esteri sottolinea come "tali azioni creino un solco dove si cerca di costruire un ponte". Il 26 gennaio 2006 l'Arabia Saudita richiama il proprio ambasciatore a Copenaghen. Il 1º febbraio 2006 anche la Siria, dopo Libia e Arabia Saudita, richiama il proprio ambasciatore a Copenaghen per consultazioni.
Il 3 febbraio 2006 la Camera alta del Parlamento del Pakistan approva all'unanimità una dichiarazione di condanna contro i giornali europei. Il 6 febbraio 2006 dopo le proteste del giorno prima, sfociate nell'incendio dell'ambasciata danese a Beirut, il governo libanese si scusa con la Danimarca. Il governo, in maniera unanime, "ha respinto e condannato questi atti di rivolta che hanno danneggiato la reputazione del Libano, la sua immagine civile e il nobile scopo della manifestazione, dice il ministro dell'Informazione Ghazi Aridi. Il governo si scusa con la Danimarca". Il 15 gennaio 2007 una nota giornalistica proveniente da Teheran e rimbalzata sui quotidiani europei riporta la notizia circa l'avvenuta uccisione del giornalista vignettista dello Jyllands-Posten e la bruciatura del suo cadavere. In attesa di conferme non vi sono reazioni da parte di nessuna diplomazia.

### Violenze nel mondo musulmano
Fine gennaio 2006: montano le polemiche e gli appelli al boicottaggio dei prodotti danesi e norvegesi. Il 30 gennaio 2006 il personale volontario norvegese nella striscia di Gaza viene evacuato. Il governo norvegese avverte i connazionali di non recarsi nei territori dopo le minacce della Jihad. Il 2 febbraio 2006 gruppi armati palestinesi minacciano di «trasformare in bersagli» i francesi, norvegesi e danesi che si trovano a Gaza e in Cisgiordania e danno un ultimatum di 48 ore per ottenere le scuse formali dai governi di Norvegia, Danimarca e Francia. Il 3 febbraio 2006 viene sferrato un attacco all'ambasciata danese di Giacarta (Indonesia) da parte di un gruppo di islamici che fa irruzione all'interno della sede diplomatica. L'ambasciatore danese è costretto a scuse formali. Proteste nella capitale indonesiana anche davanti alla sede del quotidiano Rakyat Merdeka («Popolo indipendente») che ha pubblicato le vignette.
Manifestazioni a Mogadiscio (Somalia), dove vengono bruciate bandiere danesi e norvegesi, e in Giordania, dove i manifestanti chiedono la chiusura dell'ambasciata danese. Il 4 febbraio 2006, a Damasco (Siria), alcune centinaia di manifestanti danno alle fiamme le ambasciate di Danimarca e Norvegia e tentano l'assalto alla sede diplomatica francese. Alcune dozzine di giovani palestinesi cercano di irrompere nella sede UE della città di Gaza. Il 5 febbraio 2006 ci sono scontri di piazza a Beirut (Libano), dove circa 2 000 persone riescono a raggiungere il consolato danese e gli danno fuoco. La polizia respinge i dimostranti con idranti e lacrimogeni, ma la guerriglia si diffonde anche nel quartiere cristiano-maronita. A Trebisonda (Turchia), il sacerdote italiano Andrea Santoro viene ucciso da un giovane fanatico, poi catturato il 6 febbraio.
Il 6 febbraio 2006 l'ondata di violenza arriva in Afghanistan, dove quattro persone restano uccise negli scontri, e in Somalia, dove si contano due vittime. Un gruppo di integralisti getta venti bottiglie molotov contro gli uffici diplomatici danesi nella capitale iraniana. Assaltata anche l'ambasciata austriaca in Iran. L'8 febbraio 2006, ancora in Afghanistan, truppe dell'ISAF intervengono per respingere i manifestanti che si accalcano davanti alle basi militari ed alle ambasciate europee: muoiono quattro afgani. Tra il 14 e il 15 febbraio 2006 due persone restano uccise nel corso di scontri a Lahore, nel Pakistan orientale. Altri tre morti in scontri scoppiati l'indomani a Peshāwar, dove la folla assalta la sede della compagnia norvegese di telecomunicazioni Telenor, un fast food americano e diverse filiali di banche.
Tra il 20 e il 25 febbraio 2006, in Nigeria, in una situazione preesistente di tensioni religiose e forte povertà, le reazioni alle vignette hanno dato vita ad un periodo di scontri durato alcuni giorni, che ha provocato migliaia di sfollati e decine di morti (130 morti solo nei primi 5 giorni, principalmente cristiani nel nord del paese a maggioranza musulmana e principalmente musulmani nel sud a maggioranza cristiana) oltre all'uccisione di diversi religiosi e l'incendio di alcune moschee e chiese. Diversi osservatori internazionali e rappresentati religiosi sia cristiani che musulmani hanno tuttavia sostenuto che le motivazioni religiose sono state abilmente strumentalizzate per provocare appositamente gli scontri, per motivi relativi alla gestione del potere all'interno del paese.

## Le reazioni in Europa
Il 12 ottobre 2005, si schiera in sostegno dell'autore delle vignette la parlamentare di origine somala Ayaan Hirsi Ali, autrice della sceneggiatura del film Submission, costato la vita al regista Theo van Gogh. Il 5 gennaio 2006 viene raggiunto un accordo tra la Danimarca ed il segretario generale della Lega Araba, Amr Moussa, per la distribuzione, nei Paesi arabi, di una lettera di Rasmussen che, pur difendendo la libertà d'espressione, condanna «tutte le azioni volte a demonizzare alcuni gruppi in virtù del credo e dell'appartenenza etnica». Il 20 gennaio 2006 il quotidiano cristiano conservatore norvegese Magazinet emula Posten e pubblica le vignette per solidarietà.
Il 30 gennaio 2006 Carsten Juste, direttore dello Jyllands-Posten, presenta le proprie scuse, affermando che la pubblicazione delle vignette «non intendeva essere offensiva». Il giorno dopo anche il Magazinet esprime il proprio rammarico per l'"offesa" recata. Il 1º febbraio 2006 il quotidiano francese France Soir e il tedesco Die Welt pubblicano a ruota le caricature e rivendicano la libertà di stampa. Il 2 febbraio 2006 il direttore di France Soir, Jacques LeFranc, viene licenziato per aver pubblicato le vignette. L'editore del quotidiano è l'uomo d'affari franco-egiziano Raymond Lakah. Immediata la reazione da parte del segretario di Reporter Senza Frontiere Robert Ménard, che deplora il fatto che «i regimi arabi non comprendano che vi può essere una separazione totale fra ciò che scrive un giornale e ciò che dice il governo danese». Nella stessa giornata, l'UE condanna le minacce ricevute dai cittadini europei nei territori del Vicino e Medio Oriente e il primo ministro danese, Anders Fogh Rasmussen, ribadisce di non sentirsi in dovere di chiedere scusa. «Un governo danese non potrà mai scusarsi a nome di un quotidiano libero e indipendente», dice al termine di un incontro con 76 diplomatici stranieri dedicato alla crisi delle vignette.
Il 3 febbraio 2006, in Belgio, alcuni giornali pubblicano tutte o alcune delle vignette. In Italia le vignette vengono pubblicate dai quotidiani La Stampa, Libero, La Padania e L'Opinione della libertà mentre altri giornali come per esempio il Corriere della Sera o La Repubblica decidono di pubblicarne solo una parte. Il 5 febbraio 2006 la presidenza austriaca dell'Unione europea dichiara "inaccettabili" gli attacchi e le minacce contro le ambasciate di Danimarca e Norvegia a Damasco e in Cisgiordania. L'8 febbraio 2006 in Francia il settimanale Charlie Hebdo riprende tutte le caricature incriminate, insieme a molte altre prodotte per l'occasione. Le prime 160 000 copie vengono pubblicate e subito vendute, rendendo necessarie due ristampe per oltre 400 000 copie.
Il 1º marzo 2006 la testata francese Charlie Hebdo pubblica Insieme contro il nuovo totalitarismo, l'appello di 12 intellettuali che denuncia l'islamismo come un totalitarismo al pari di stalinismo, fascismo e nazismo. L'appello nei giorni successivi è ripreso da diversi organi di stampa in tutto il mondo. Il 21 marzo 2006, in Svezia, la ministra degli Esteri Leila Freivalds si dimette per aver ostacolato la pubblicazione delle vignette. Ammette di aver fatto chiudere il 9 febbraio un sito web che aveva annunciato di pubblicare le caricature. Il 26 ottobre 2006 una corte danese ha assolto il Jylland-Posten dall'accusa di aver offeso la religione islamica. Nel febbraio 2008, dopo l'arresto in Danimarca di una cellula terroristica che progettava di uccidere l'autore di una delle vignette, i principali quotidiani del paese le hanno ripubblicate.

### Tensioni tra Libia e Italia
Il ministro Roberto Calderoli, in questo clima di tensione, l'8 febbraio annuncia di voler indossare una maglietta con le suddette caricature. Il 15 febbraio, in un'intervista alla trasmissione Dopo TG di Raiuno, alla domanda del giornalista sulla maglietta, il ministro fa il gesto di mostrarla facendola intravedere sotto la giacca. Il 17 febbraio in Libia si scatena un attacco al consolato italiano di Bengasi, che viene saccheggiato e bruciato. La polizia locale spara sulla folla e muoiono 11 manifestanti. L'Italia si rammarica degli incidenti e ringrazia il governo libico «di avere operato per garantire l'incolumità dei nostri connazionali». Il governo italiano chiede anche le dimissioni del ministro, che le rassegna il 18 febbraio. Stessa sorte, con in più una formale accusa, tocca al ministro dell'Interno libico Nasr Mabrouk e ai responsabili della sicurezza locali.
Successivamente Muʿammar Gheddafi ha pubblicamente detto che Calderoli non c'entrava niente e che il motivo della protesta era l'odio anti-italiano prevalente, minacciando ritorsioni se l'Italia non pagherà i danni della guerra del 1911. Per chiudere l'annosa questione dell'indennizzo per i danni coloniali, il colonnello vuole 3 miliardi di euro, quanti ne servono per la costruzione di un'autostrada litoranea che parta dalla frontiera con la Tunisia fino al confine con l'Egitto. Il 20 marzo Gheddafi annuncia in un'intervista: «Altre Bengasi o attentati in Italia? C'è da aspettarselo, purtroppo». Il consolato italiano a Bengasi fu successivamente riaperto il 31 maggio 2011.

## Riferimenti nella cultura di massa
La controversia sulle caricature di Maometto è stata citata e parodiata all'interno di un episodio della serie televisiva South Park intitolato Cartoon Wars Part I, andato in onda negli Stati Uniti il 5 aprile 2006. Nell'episodio la città è messa in subbuglio dal fatto che Maometto appare in forma animata all'interno della serie animata I Griffin (non un vero episodio ma una parodia fatta apposta per la puntata di South Park). Nonostante l'immagine di Maometto venga censurata (nella finzione del programma), la città ricade nel panico quando si scopre che la settimana successiva andrà in onda una puntata dei Griffin in cui si vedrà Maometto non censurato. I cittadini di South Park decidono quindi di nascondere - letteralmente - la testa sotto la sabbia per evitare di essere bollati come fomentatori di odio interreligioso ed evitare così probabili attentati.
Il titolo dell'episodio ha un doppio significato: da un lato Cartoon Wars si riferisce alla "guerra" tra le due serie animate di due canali rivali, South Park (di Comedy Central) e I Griffin (della FOX); dall'altro, dato che "cartoon" in inglese significa anche vignetta, allude alle violente manifestazioni scatenate dalle vignette danesi. Ironicamente, se nella seconda parte dell'episodio, Cartoon Wars Part II, trasmesso il 12 aprile 2006, nella finzione dello show viene effettivamente trasmesso il fasullo segmento dei Griffin contenente la raffigurazione di Maometto, nella realtà il canale Comedy Central ha censurato le immagini dell'episodio con uno schermo nero, contenente scritte esplicative della scena censurata e successivamente la frase: "Comedy Central has refused to broadcast an image of Mohammed on their network".
Inoltre, il finale di questo episodio contiene un altro elemento potenzialmente offensivo che però non è stato censurato (né nella finzione né nella realtà): i fondamentalisti islamici rispondono alla raffigurazione di Maometto nei Griffin realizzando un loro cartone animato in cui si vedono Gesù e alcune note personalità americane defecare su se stessi e sulla bandiera statunitense. Va notato anche che Maometto era già stato rappresentato in un episodio di South Park (in cui varie figure religiose svolgevano il ruolo di supereroi), senza che il fatto causasse alcuna protesta.